# Bucher Peak
Bucher Peak är en bergstopp i Antarktis. Den ligger i Västantarktis. Inget land gör anspråk på området. Toppen på Bucher Peak är 2 445 meter över havet.
Terrängen runt Bucher Peak är huvudsakligen mycket bergig. Trakten är obefolkad. Det finns inga samhällen i närheten. 